# Zandpol

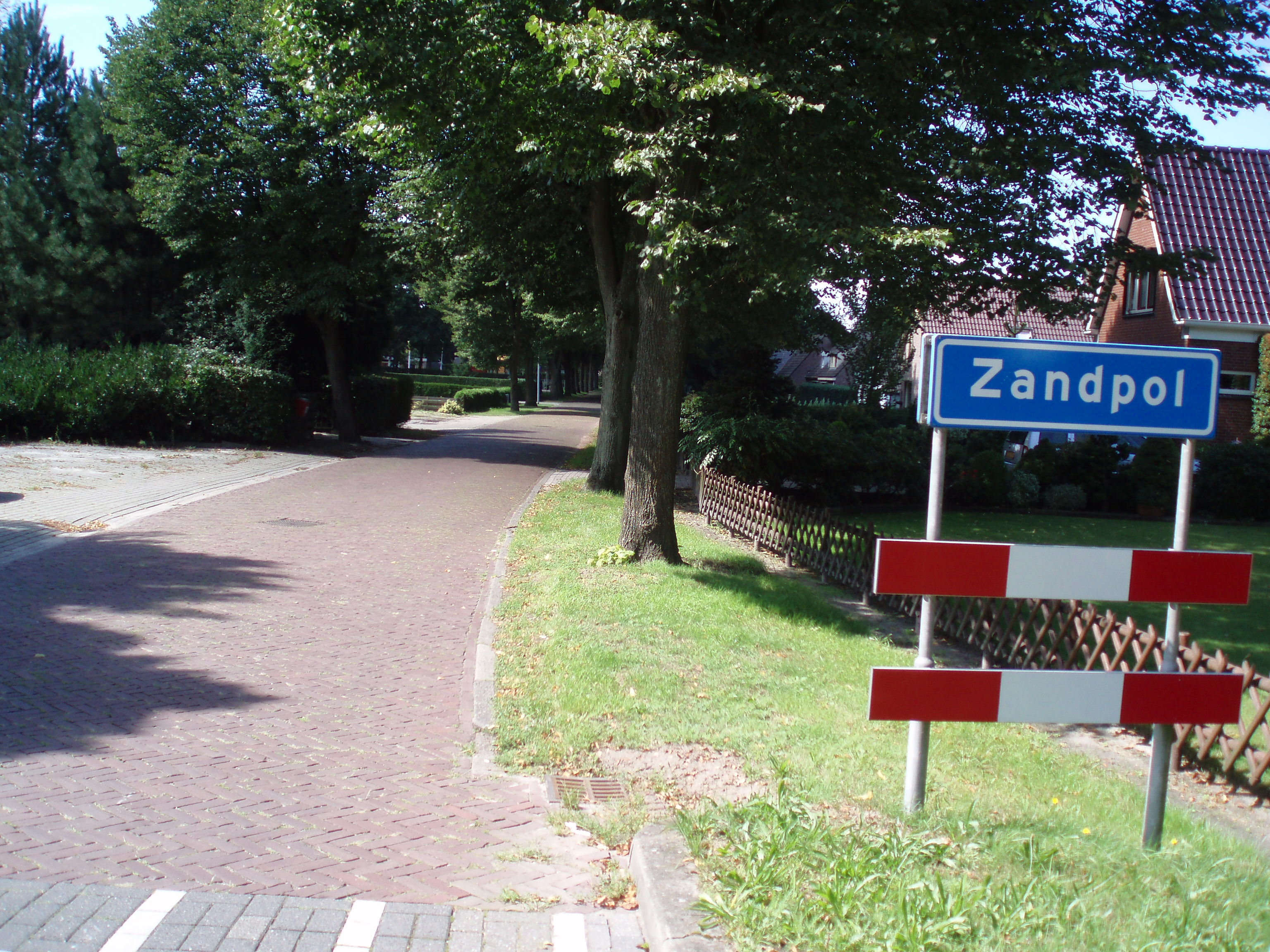
Zandpol

Zandpol (Drents: Zaandpolle) is een dorp in de Nederlandse provincie Drenthe, gemeente Emmen. Het dorp ligt aan de N853.

## Geschiedenis
Zandpol is ontstaan op een zandhoogte te midden van het veen.
In Zandpol stond van 2004 tot 2024 het Museum Meringa over de culturele geschiedenis en landbouw in de 20e eeuw.

## Geografie
Het dorp heeft een eigen postcode. Een klein deel van Zandpol ten noorden van het Stieltjeskanaal valt onder Nieuw-Amsterdam, maar het overgrote deel van het dorp hoorde tot 1 januari 1998 bij de gemeente Schoonebeek.
De plaatselijke voetbalclub is VV Zandpol.
Drenthe: Steden en dorpen      Nederland: Provincies · Gemeenten